# Музеї Чорноморського району
| Назва                                                            | Місцезнаходження                | Короткий опис         | Зображення |
| ---------------------------------------------------------------- | ------------------------------- | --------------------- | ---------- |
| Республіканський історико-археологічний заповідник «Калос-Лімен» | Чорноморське, вул. Фрунзе, 22а  |                       |            |
| Чорноморський історико-краєзнавчий музей                         | Чорноморське, вул. Революції, 8 |                       |            |
| Музей історії села Міжводне                                      | Міжводне                        | Відкритий у 1978 році |            |
| Музей історії села Далеке                                        | Далеке                          | Відкритий у 1986 році |            |